# Osmia tricornis
Osmia tricornis là một loài Hymenoptera trong họ Megachilidae. Loài này được Latreille mô tả khoa học năm 1811.